# ヨーゼファ・ツー・フュルステンベルク＝ヴァイトラ
ヨーゼファ・ツー・フュルステンベルク＝ヴァイトラ（Landgräfin Josefa zu Fürstenberg-Weitra, 1776年6月21日 - 1848年2月23日）は、リヒテンシュタイン公ヨハン1世ヨーゼフの妻。

## 生涯
フュルステンベルク＝ヴァイトラ方伯ヨアヒム・エゴン（1749年 - 1828年）とその妻のエッティンゲン＝ヴァラーシュタイン伯爵夫人ゾフィア・テレジア（1751年 - 1835年）の間の長女として生まれた。1792年4月12日にウィーンにおいてヨハン・ヨーゼフと結婚した。
作曲家ルートヴィヒ・ヴァン・ベートーヴェンは『ピアノソナタ第14番』をヨーゼファに献呈している。

## 子女
夫ヨハン・ヨーゼフとの間に13人の子女をもうけた。
- マリア・レオポルディーネ・ヨーゼファ・ゾフィア・アエミリアーナ（1793年 - 1808年）
- アロイス・マリア・ヨーゼフ・ヨハン・バプティスタ・ヨアヒム・フィリップ・ネーリウス（1796年 - 1858年） - リヒテンシュタイン公
- マリア・ゾフィー・ヨーゼファ（1798年 - 1869年） - 1817年にエステルハージ・デ・ガランタ伯爵ヴィンツェンツと結婚、オーストリア皇后エリーザベトの女官
- マリア・ヨーゼファ（1800年 - 1884年）
- フランツ・デ・パウラ・ヨアヒム・ヨーゼフ（1802年 - 1877年）
- カール・ボロメウス・ヨハン・ネポムク・アントン（1803年 - 1871年） - リヒテンシュタイン公国摂政
- クロティルダ・レオポルディーナ・ヨーゼファ（1804年 - 1807年）
- ヘンリエッテ（1806年 - 1886年） - フニャディ・フォン・ケーテリ伯爵ヨーゼフと結婚
- フリードリヒ・アーダルベルト（1807年 - 1885年）
- エドゥアルト・フランツ・ルートヴィヒ（1809年 - 1864年）
- アウグスト・ルートヴィヒ・イグナーツ（1810年 - 1884年）
- イーダ・レオポルディーネ・ゾフィー・マリー・ヨゼフィーネ・フランツィスカ（1811年 - 1884年） - 1832年、パール侯カールと結婚
- ルドルフ・マリア・フランツ・プラキドゥス（1816年 - 1848年）